# 野蠻收穫蚁
野蠻收穫蚁（學名：Messor barbarus）是收获蚁屬的一種。分布于南欧和北非。

## 与人类的互动
該螞蟻对人类造成了50%至100%的种子损失，是西班牙东北部耕地中最常见的蚂蚁種類。农民认为它们偷了他们的种子并开始扑杀它们，后来才意识到它们实际上在生态系统中发挥着重要作用，并且完全有利于农作物种植者的生产，因此还成为了西班牙各地的新闻头条。收穫蚁会将种子运送回蚁群，有时距离可达100英尺。

## 行为

### 追踪觅食行为
研究发现，野蠻收穫蚁的行为符合最优觅食理论，该理论预测，随着区域内资源丰富度的增加以及与起始位置距离的增加，蚂蚁的选择性也会增强。根据为蚂蚁种群提供的资源相对丰富程度，路径同样会受到不同的青睐。工蚁流量大的小路的每位工蚁的平均费率更高，这意味着種子收集者沿着这些小路更高效地返回了更高的资源率。这些路径总体上吸引了更多的工蚁来取种子，并且收集者的平均归还种子率更高。这种觅食模式表明，不同路径上的相对食物丰富程度影响了该物種的路径觅食行为模式。对于长距离的路径，蚂蚁会在它们喜欢的种子上表现出强烈的化学标记行为，以便创建和维护路线。

### 招募同伴
虽然个体收获对于低均匀分布的资源来说很重要，但允许在资源密集地区收获时快速邀請蚁羣其他工蚁，这个机制可以增加蚁羣整體的能量增益。有三种不同的大规模招募方法。
- 串联奔跑（Tandem running）：使用化学或触觉信号，一只工蚁带领跟随另一只工蚁沿着路径到达目标位置。
- 群体招募（Group recruitment）：每次招募5至30名工蚁，由领头的工蚁招募，领头采用运动展示来诱导其他工蚁通过短暂的信息素踪迹領頭。这种策略通常用于取回较大且单隻工蚁無法搬動的物品。
- 大规模招募（Mass recruitment）：招募信息素由觅食工蚁分泌，工蚁离开巢穴，按照既定路线行进，其分泌量与特定路线上存在的招募信息素数量成比例。

该物種使用树干小径，这些永久性小径最长可达30米，即使不使用时也能保留。

### 追踪觅食行为中的劳动分工

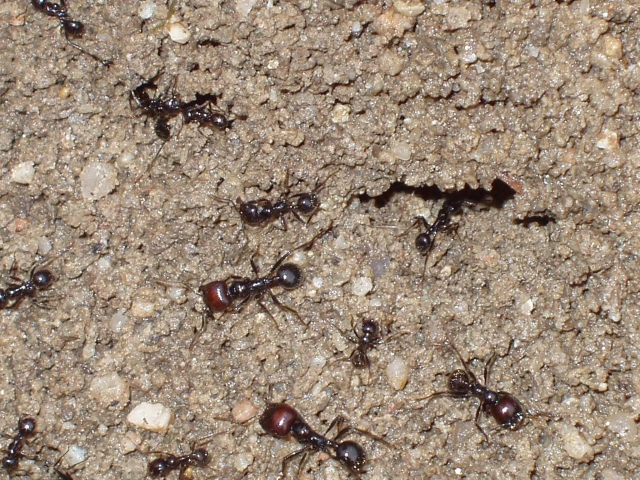
工蚁

燕麦碎片或加納利等小种子更容易激起食慾。这是因为它们允许在最初发现食物源和随后侦察兵返回巢穴以向更多种群传递信息之间实现更快的返回率。最初的侦察兵队伍会调整路线，以增强收割模式，从而选择出最合适的种子尺寸。工蚁被分为三个不同的尺寸等级，这对应于所收获种子的大小。所有的蚂蚁都参与了铺设路线的过程，但不同体型的蚂蚁扮演着不同的角色。收割区中的大多数蚂蚁都是中型工蚁，它们主要负责铺设踪迹。小型工蚁最擅长搬运较小的种子，例如燕麦碎片。大型工蚁主要负责收获较大或更受欢迎的种子种类。该物種的集体行动有利于最大限度地减少觅食时间，而不是最大限度地提高每件收获物品的能量增益效率。总体而言，群体合作能够在最大化食物利用和整个群体能量获取的收益与增加捕食风险的成本之间取得成功的平衡。
这些不同分化的工蚁合作运输种子，形成运输链。第一批工人往往体型较小或中等，这对应于较高的负载率。较低的装载率对应于那些体型较大的工蚁，它们倾向于排列在运输链的末端，为蚁群运输较大的货物。总体而言，这种策略减少了运输到巢穴的时间，给蚁群带来了净效益。

### 聚集地点的选择
研究表明，唯一可靠的蚂蚁行为预测指标是收获的种子的质量；重量低于0.4mg的种子很少被选中。 侦察蚁在初次收获时会带回小种子，因为将这些种子带回种群所需的时间较短。后续聚集地点的选择并不依赖于任何单个侦察员对潜在地点的直接比较，而是依赖于化学踪迹的机制，这种机制可以扩大对高产踪迹的招募。这样做的最终结果是，如果有多种聚集地点可供选择，群落将在资源丰富的地区进行差异化觅食。这种行为是由群体中独立行动的个体代表群体做出的集体决策。 当食物供应耗尽时，它们也会停止在聚集地觅食。

### 与邻近蚂蚁种群的相互作用和抢夺种子
当一个蚁羣与其他蚁羣的路径相交或将种子放置在其他蚁羣的地区时，经常会爆发激烈的战斗。因此，收集种子的工蚁通常会引导路径，以避免干扰其他收穫蚁群的路径，因为发生冲突会削弱蚁群自身最大化收获效率的能力。 在某些情况下，干扰竞争通过种群内部的种子抢劫表现出来。一项研究表明，野蠻收穫蚁会从其他蚂蚁群（特别是Tapinoma nigerrimum）中抢夺常绿大戟（Euphorbia characias）种子。这种行为相对常见，是通过直接从流动的蚂蚁种群中移除种子，或通过更间接的领土防御机制、身体威胁展示和争吵、化学诱导的威慑和巢穴堵塞来实现的。这种行为会影响常綠大戟的幼苗招募过程，这种过程依赖于蚁传，即蚂蚁传播种子，将种子运送到适当的地点生存和繁殖。

### 谷物收割时除草
野蠻收穫蚁是谷物田里的种子捕食者。这对农作物有益，因为它可以作为一种控制杂草的方式。有证据表明，这种收割会导致收获时总产量下降。然而研究表明，其實这根本就下降不了多少，新播种子群体中因种子掠夺而导致的潜在产量平均仅下降0.2%，收获时的产量损失平均下降 0.6%。因此好处反而超过了坏处。